# Coppa del Mondo di slittino su pista naturale 2017
La Coppa del Mondo di slittino su pista naturale 2016-17, venticinquesima edizione della manifestazione organizzata dalla Federazione Internazionale Slittino, ebbe inizio il 10 dicembre 2016 a Kühtai e si concluse il 18 febbraio 2017 a Umhausen. 
Furono disputate sei gare nel singolo uomini, sei nel singolo donne e sei nel doppio, in altrettante differenti località.

## Risultati
| Data             | Località     | Nazione  | Specialità           | Primi classificati                     | Secondi classificati                    | Terzi classificati                      |
| ---------------- | ------------ | -------- | -------------------- | -------------------------------------- | --------------------------------------- | --------------------------------------- |
| 10 dicembre 2016 | Kühtai       | Austria  | Doppio               | Patrick Pigneter Florian Clara Italia  | Christian Schopf Andreas Schopf Austria | Pavel Poršnev Ivan Lazarev Russia       |
| 11 dicembre 2016 | Kühtai       | Austria  | Donne – Singolo      | Tina Unterberger Austria               | Greta Pinggera Italia                   | Evelin Lanthaler Italia                 |
| 11 dicembre 2016 | Kühtai       | Austria  | Uomini – Singolo     | Patrick Pigneter Italia                | Grigorij Bukin Russia                   | Thomas Kammerlander Austria             |
| 7 gennaio 2017   | Laces        | Italia   | Doppio               | Rupert Brüggler Tobias Angerer Austria | Patrick Pigneter Florian Clara Italia   | Pavel Poršnev Ivan Lazarev Russia       |
| 8 gennaio 2017   | Laces        | Italia   | Donne – Singolo      | Evelin Lanthaler Italia                | Tina Unterberger Austria                | Greta Pinggera Italia                   |
| 8 gennaio 2017   | Laces        | Italia   | Uomini – Singolo     | Patrick Pigneter Italia                | Thomas Kammerlander Austria             | Alex Gruber Italia                      |
| 13 gennaio 2017  | Mosca        | Russia   | Doppio               | Pavel Poršnev Ivan Lazarev Russia      | Aleksandr Egorov Pëtr Popov Russia      | Christian Schopf Andreas Schopf Austria |
| 14 gennaio 2017  | Mosca        | Russia   | Donne – Singolo      | Evelin Lanthaler Italia                | Tina Unterberger Austria                | Greta Pinggera Italia                   |
| 14 gennaio 2017  | Mosca        | Russia   | Uomini – Singolo     | Thomas Kammerlander Austria            | Alex Gruber Italia                      | Patrick Pigneter Italia                 |
| 14 gennaio 2017  | Mosca        | Russia   | Doppio - P           | Aleksandr Egorov Pëtr Popov Russia     | Aleksej Martjanov Ivan Rodin Russia     | Patrick Pigneter Florian Clara Italia   |
| 15 gennaio 2017  | Mosca        | Russia   | Donne – Singolo - P  | Evelin Lanthaler Italia                | Greta Pinggera Italia                   | Tina Unterberger Austria                |
| 15 gennaio 2017  | Mosca        | Russia   | Uomini – Singolo - P | Thomas Kammerlander Austria            | Alex Gruber Italia                      | Aleksandr Egorov Russia                 |
| 21 gennaio 2017  | Železniki    | Slovenia | Doppio               | Patrick Pigneter Florian Clara Italia  | Pavel Poršnev Ivan Lazarev Russia       | Christian Schopf Andreas Schopf Austria |
| 22 gennaio 2017  | Železniki    | Slovenia | Donne - Singolo      | Greta Pinggera Italia                  | Evelin Lanthaler Italia                 | Sara Bachmann Italia                    |
| 22 gennaio 2017  | Železniki    | Slovenia | Uomini - Singolo     | Patrick Pigneter Italia                | Thomas Kammerlander Austria             | Jurij Talich Russia                     |
| 28 gennaio 2017  | Nova Ponente | Italia   | Doppio               | Pavel Poršnev Ivan Lazarev Russia      | Patrick Pigneter Florian Clara Italia   | Christian Schopf Andreas Schopf Austria |
| 29 gennaio 2017  | Nova Ponente | Italia   | Donne - Singolo      | Greta Pinggera Italia                  | Evelin Lanthaler Italia                 | Sara Bachmann Italia                    |
| 29 gennaio 2017  | Nova Ponente | Italia   | Uomini - Singolo     | Alex Gruber Italia                     | Thomas Kammerlander Austria             | Patrick Pigneter Italia                 |
| 18 febbraio 2017 | Umhausen     | Austria  | Doppio               | Pavel Poršnev Ivan Lazarev Russia      | Rupert Brüggler Tobias Angerer Austria  | Patrick Pigneter Florian Clara Italia   |
| 18 febbraio 2017 | Umhausen     | Austria  | Donne - Singolo      | Greta Pinggera Italia                  | Tina Unterberger Austria                | Evelin Lanthaler Italia                 |
| 18 febbraio 2017 | Umhausen     | Austria  | Uomini - Singolo     | Thomas Kammerlander Austria            | Patrick Pigneter Italia                 | Alex Gruber Italia                      |

## Classifiche

### Singolo uomini
| Pos. | Nome                | Nazione | KUH | LAT | MOS | MOS | ZEL | NOV | UMH | Totale |
| ---- | ------------------- | ------- | --- | --- | --- | --- | --- | --- | --- | ------ |
| 1    | Thomas Kammerlander | Austria | 3   | 2   | 1   | 1   | 2   | 2   | 1   | 625    |
| 2    | Patrick Pigneter    | Italia  | 1   | 1   | 3   | 4   | 1   | 3   | 2   | 585    |
| 3    | Alex Gruber         | Italia  | 4   | 3   | 2   | 2   | 7   | 1   | 3   | 516    |
| 4    | Grigorij Bukin      | Russia  | 2   | 9   | 8   | 7   | 6   | 4   | 8   | 364    |
| 5    | Michael Scheikl     | Austria | 5   | 5   | 6   | 8   | 4   | 10  | 4   | 353    |
| 6    | Aleksandr Egorov    | Russia  | 7   | 11  | 5   | 3   | 8   | 8   | 7   | 335    |
| 7    | Florian Clara       | Italia  | 10  | 7   | 12  | 12  | 5   | 7   | 6   | 297    |
| 8    | Florian Glatzl      | Austria | 33  | 4   | 7   | 16  | 9   | 6   | 9   | 267    |
| 9    | Jurij Talich        | Russia  | 8   | 5   | 27  | 27  | 3   | 8   | -   | 237    |
| 10   | Bernd Neurauter     | Austria | 6   | 13  | 11  | 9   | 31  | 13  | 31  | 203    |

### Singolo donne
| Pos. | Nome                | Nazione  | KUH | LAT | MOS | MOS | ZEL | NOV | UMH | Totale |
| ---- | ------------------- | -------- | --- | --- | --- | --- | --- | --- | --- | ------ |
| 1    | Greta Pinggera      | Italia   | 2   | 3   | 3   | 2   | 1   | 1   | 1   | 610    |
| 2    | Evelin Lanthaler    | Italia   | 3   | 1   | 1   | 1   | 2   | 2   | 3   | 610    |
| 3    | Tina Unterberger    | Austria  | 1   | 2   | 2   | 3   | 5   | 4   | 2   | 540    |
| 4    | Michelle Diepold    | Austria  | 4   | 5   | 4   | 11  | 4   | 5   | 5   | 379    |
| 5    | Sara Bachmann       | Italia   | 5   | 4   | 5   | 8   | 3   | 3   | 18  | 375    |
| 6    | Svetlana Zaravina   | Russia   | 7   | 9   | 7   | 5   | 8   | 10  | 9   | 303    |
| 7    | Dar'ja Maleeva      | Russia   | 11  | 6   | 13  | 7   | 7   | 6   | 7   | 302    |
| 8    | Maria Auer          | Austria  | 8   | 8   | 9   | 9   | 9   | 11  | 6   | 285    |
| 9    | Petra Dragicevic    | Slovenia | 9   | 10  | 8   | 12  | 6   | 9   | 11  | 272    |
| 10   | Ljudmila Astramovič | Russia   | 20  | 7   | 6   | 4   | 0   | 7   | 8   | 265    |

### Doppio
| Pos. | Nome                                      | Nazione  | KUH | LAT | MOS | MOS | ZEL | NOV | UMH | Totale |
| ---- | ----------------------------------------- | -------- | --- | --- | --- | --- | --- | --- | --- | ------ |
| 1    | Pavel Poršnev Ivan Lazarev                | Russia   | 3   | 3   | 1   | 4   | 2   | 1   | 1   | 585    |
| 2    | Patrick Pigneter Florian Clara            | Italia   | 1   | 2   | 6   | 3   | 1   | 2   | 3   | 560    |
| 3    | Rupert Brüggler Tobias Angerer            | Austria  | 4   | 1   | 7   | 8   | 4   | 4   | 2   | 453    |
| 4    | Christian Schopf Andreas Schopf           | Austria  | 2   | 5   | 3   | 7   | 3   | 3   | 6   | 446    |
| 5    | Aleksandr Egorov Pëtr Popov               | Russia   | 6   | 6   | 2   | 1   | 5   | 7   | 5   | 441    |
| 6    | Christoph Regensburger Dominik Holzknecht | Austria  | 5   | 4   | 4   | 5   | 6   | 5   | 4   | 395    |
| 7    | Aleksej Martjanov Ivan Rodin              | Russia   | 12  | 7   | 5   | 2   | 17  | 6   | -   | 292    |
| 8    | Tadej Dragicevic Petra Dragicevic         | Slovenia | 0   | 8   | 8   | 6   | 9   | 10  | 10  | 245    |
| 9    | Stanislav Kovšik Il'ja Tarasov            | Russia   | 7   | 12  | 17  | 17  | 7   | 17  | -   | 196    |
| 10   | Andriy Demchuk Myroslav Lenko             | Ucraina  | 8   | 9   | -   | -   | -   | 8   | 11  | 157    |